# Fatimata Touré
Fatimata Touré, född 1956, är en maliansk kvinnorättsaktivist i Mali.
Touré arbetar med sjukvård för kvinnor i Mali och har varit särskilt engagerad i stöd och vård för kvinnor som utsatts för våldtäkt och tvångsäktenskap. När terrorister ockuperade stora delar av Mali 2012 attackerades det sjukhus i Gao där Touré arbetade. Hon hjälpte patienterna på sjukhuset, mest kvinnor som opererats för förlossningsskador, att söka skydd.
Trots hot från de ockuperande terroristerna fortsatte Touré sitt arbete med att erbjuda sjukvård till kvinnor. 
År 2014 tilldelades Touré International Women of Courage Award.